# Udo Zimmermann
Udo Zimmermann (Dresden, 6 de outubro de 1943 – Dresden, 22 de outubro de 2021) foi um compositor, diretor musical, e maestro alemão.

## Óperas
- Die Weiße Rose (White Rose) — 17 de Junho de 1967
- Die zweite Entscheidung — 1970
- Levins Mühle — 27 de Março de 1973
- Der Schuhu und die fliegende Prinzessin — 30 de Dezembro de 1976
- Die wundersame Schusterfrau — 25 de Abril de 1982
- Weiße Rose (revised version) — 27 de Fevereiro de 1986
- Die Sündflut — 1988